# De peur de nous souvenir
De peur de nous souvenir (titre original : Lest We Remember) est une nouvelle d'Isaac Asimov publiée pour la première fois en février 1982 dans Asimov's Science Fiction. Elle est disponible en langue française dans les recueils de nouvelles Au prix du papyrus (sous le titre de De peur de se souvenir) et Le Robot qui rêvait.

## Résumé
Un homme est volontaire pour une expérience : on lui injecte une drogue qui lui permet de se souvenir de tout ce qu'il a lu ou entendu dans le passé…